# Miagrammopes brevicaudus
Espèce
Synonymes
- Miagrammopes brevicauda O. Pickard-Cambridge, 1882

Miagrammopes brevicaudus est une espèce d'araignées aranéomorphes de la famille des Uloboridae.

## Distribution
Cette espèce se rencontre en Afrique du Sud et au Eswatini.

## Systématique et taxinomie
Cette espèce a été décrite par O. Pickard-Cambridge en 1882.

## Publication originale
- O. Pickard-Cambridge, 1882 : « On new genera and species of Araneidea. » Proceedings of the Zoological Society of London, vol. 1882, p. 423-442 (texte intégral).